# Szente Imre
Szente Imre (Alsóság, 1922. december 22. – Stockholm, 2020. december 27.) emigráns magyar tanulmányíró, műfordító, egyetemi oktató.

## Életrajz
1956-ban hagyta el Magyarországot. 1967-ben Lundban finnugor tudományokból doktorált. 1968-tól Finnországban egyetemen magyar nyelvet tanított. 1980-tól Stockholmban élt, a Tanárképző Főiskolán oktatott. A stockholmi Magyar Ház életének tevékeny résztvevője. Balassi Bálintról, Berzsenyi Dánielről, Mikes Kelemenről, a magyar népdalszövegek képvilágáról, filmélményeiről előadásokat tartott a Magyar Házban és a tångagärdéi táborokon elhangzottakból. 
Lefordította Szolzsenyicin A GULAG szigetcsoport című könyvét magyarra, amely leleplezte a szovjet rémuralmat, amely rengeteg munkán kívül még kellemetlenséget is okozott neki abban az időben, amikor a szovjet hatalom még Finnországban is félelemben tartotta a hatóságokat. 
Példát állított áldozatvállalásból, kitartó munkából és bátorságból. Dalos estéket tartott, amikor közönsége vele énekelhetett, arra biztatott mindenkit, hogy „csak tiszta forrásból” merítsék a népdalt. Magyarra és irodalomra oktatta a gyermekeket a stockholmi iskolákban, a cserkészet keretein belül és a Tanárképző Főiskolán a leendő magyar anyanyelvi tanárokat. Arra tanított, hogy legyünk hűségesek magyar anyanyelvünkhöz és idegenben se feledkezzünk meg magyar kultúránkról.
Hazafisága sohasem melldöngető, hanem csendesen példamutató, hűséges és büszke. Büszke és egyenes, mint a fák –„teste-lelke bátyjai-öccsei” – amelyekről korai versében ír:
„senkire sem akaszkodnak
egymáshoz sem dörgölőznek
csak a széllel ölelőznek
de ha egyszer gigászi lábak
mint fűre rájuk taposnának
törnének mint gyufaszálak
mert talp alá ők nem simulnak”

## Irodalmi munkássága
Saját versek; versfordítások latinból, finnből, németből, svédből, oroszból, franciából. Esszék és tanulmányok, a magyar irodalom; anyanyelv, a magyar múlt és nemzettudat a Rákosi- és Kádár-korszakban; a külföldre szakadt magyarok valamint különféle irodalmi és filmismertetések és -kritikák; ünnepi és alkalmi beszédek. Hosszabb ideig a müncheni Nemzetőr és Új Látóhatár, illetve a Szabad Európa Rádió munkatársa volt.

## Elismerései
- Berzsenyi-díj (2001)
- Bárczi-harang-díj (2004)

## Legfontosabb művei
- A magyar nyelv kezdő tanfolyama finn nyelven (1975)
- A GULAG szigetcsoport (Szolzsenyicin művének fordítása oroszból, 1976)
- Kalevala (a finn népi eposz magyar fordítása, 1978)
- „ajándék, mellyel meglepem…” (versek és műfordítások, 1992)
- Mentem eprészni erdőre, áfonyázni rengetegbe (karjalai, inkeri és finn balladák, 2000)
- Európa és az elsüllyedt Atlantisz (az Erdély Kövei 10. kötetében, EKE, 2000)
- Szabad szemmel (esszék, előadások, jegyzetek, 2003)
- Találkozások (tanulmányok és esszék, 2005)